# Phellopsis suberea
Phellopsis suberea es una especie de coleóptero de la familia Zopheridae.

## Distribución geográfica
Habita en Japón.